# Потос лазящий
Потос лазящий (лат. Pothos scandens) — типовой вид многолетних лиан рода Потос (Pothos) семейства Ароидные (Araceae), произрастающий на территории тропической и субтропической Азии.

## Ботаническое описание

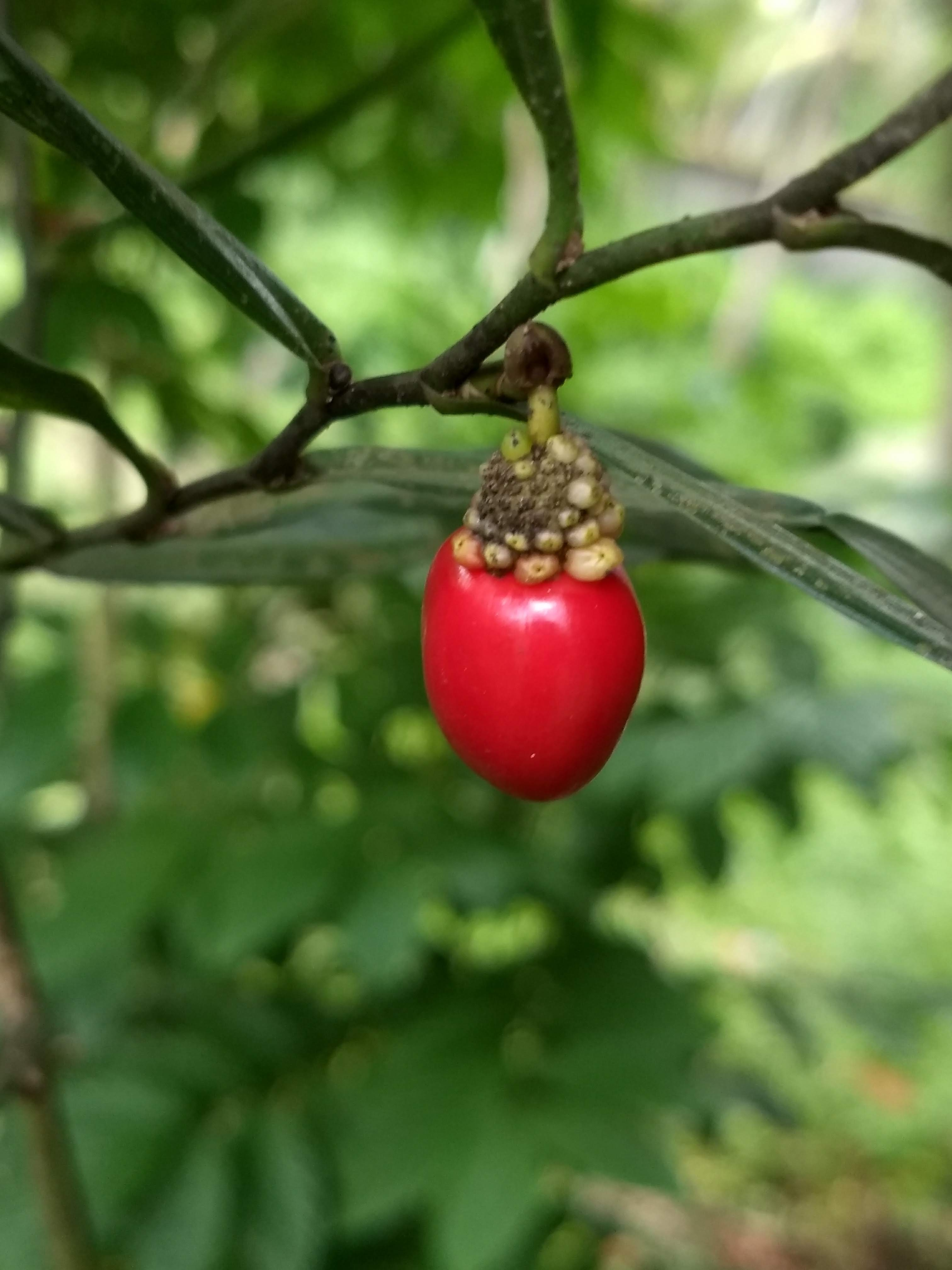
Плод

Лианы длиной до 6 метров. Стебли имеют слегка 4-гранный профиль и по мере взросления утолщаются до 1 см, становясь более жёсткими.
Листья линейно-продолговатой формы и могут достигать длины до 10 см. Они крепятся к стеблям с помощью плотных длинных черешков. Поверхность листовых пластинок гладкая и блестящая, а ось центральной жилки слегка вогнута.
Цветоносный побег сильно укорочен и выходит из большей части средних и дистальных пазух листьев фертильных побегов. Он несёт несколько катафиллов, которые последовательно удлиняются и имеют размеры от 3 до 10 мм.
Цветки диаметром от 1 до 2 мм собраны в стебельчатый початок с прямостоячей или поникающей тонкой цветоножкой зелёного или пурпурного оттенка. Размеры цветоножки составляют от 3 до 15 мм в длину и от 0,5 до 2 мм в ширину.
Соплодие содержит от 1 до 5 ягод. Плоды имеют зелёный цвет, который при созревании становится тёмно-алым. Форма плодов обратнояйцевидная, размеры от 10 до 17,5 мм в длину и от 10 до 14 мм в ширину. В природе растение цветёт и плодоносит в течение года.

## Таксономия
Pothos scandens L., первое упоминание в Sp. Pl.: 968 (1753).

### Разновидности
Подтвержденные разновидности по данным сайта Plants of the World Online на 2023 год:
- Pothos scandens var. cognatus (Schott) Engl.
- Pothos scandens var. helferianus Engl.
- Pothos scandens var. scandens L.

## Выращивание
При разведении в горшочной культуре оптимальная температура для выращивания составляет 12-24 °C. В зимний период следует избегать понижения температуры менее 12 °C, поскольку растение не переносит резких перепадов температур с высоких на низкие значения. Вид не требует яркого освещения и может размещаться на полу или тенистых западных подоконниках. Лучше всего для него подходит рассеянный свет, прямого солнца следует избегать. Регулярный полив предпочтительно тёплой стоячей водой. Грунт в горшке не должен пересыхать, хотя верхний слой почвы может немного подсохнуть на 1-2 см. В зимний период поливы следует проводить редко, только после полного просыхания верхнего слоя грунта. Растение также нужно увлажнять путём опрыскивания его листьев из пульверизатора и удаления пыли с помощью влажной салфетки. Опрыскивание рекомендуется проводить 1-2 раза в день. В зимний период растение следует размещать вдали от батарей, помещая его в контейнер с мокрым керамзитом.